# چارلز لی تیلدن
چارلز لی تیلدن (انگلیسی: Charles Lee Tilden Jr.; ۴ ژوئن ۱۸۹۴ – ۱ نوامبر ۱۹۶۸) بازیکن راگبی ۱۵ نفره اهل ایالات متحده آمریکا بود.